# Diastosphya fuscicollis
Diastosphya fuscicollis är en skalbaggsart som beskrevs av Aurivillius 1920. Diastosphya fuscicollis ingår i släktet Diastosphya och familjen långhorningar.
Artens utbredningsområde är Fiji. Inga underarter finns listade i Catalogue of Life.